# Rhizosmilia maculata
Rhizosmilia maculata är en korallart som först beskrevs av Pourtalès 1874.  Rhizosmilia maculata ingår i släktet Rhizosmilia och familjen Caryophylliidae. Inga underarter finns listade i Catalogue of Life.